# Crete (Nebraska)
Crete es una ciudad ubicada en el condado de Saline en el estado estadounidense de Nebraska. En el Censo de 2010 tenía una población de 6960 habitantes y una densidad poblacional de 903,28 personas por km².

## Geografía
Crete se encuentra ubicada en las coordenadas 40°37′33″N 96°57′26″O / 40.62583, -96.95722. Según la Oficina del Censo de los Estados Unidos, Crete tiene una superficie total de 7.71 km², de la cual 7.57 km² corresponden a tierra firme y (1.82%) 0.14 km² es agua.

## Demografía
Según el censo de 2010, había 6960 personas residiendo en Crete. La densidad de población era de 903,28 hab./km². De los 6960 habitantes, Crete estaba compuesto por el 70.62% blancos, el 1.03% eran afroamericanos, el 0.49% eran amerindios, el 2.5% eran asiáticos, el 0.1% eran isleños del Pacífico, el 23.09% eran de otras razas y el 2.17% pertenecían a dos o más razas. Del total de la población el 35.69% eran hispanos o latinos de cualquier raza.